# Franc Bole
Franc Bole, slovenski rimokatoliški duhovnik, urednik in publicist, * 9. avgust 1932, Koritnice, † 18. februar 2020, Izola. 

## Življenje in delo
Obiskoval je štiri razrede gimnazije na reškem semenišču, preostale razrede pa dokončal v pazinskem semenišču. Bogoslovje je študiral na Teološki fakulteti v Ljubljani in bil 29. junija 1958 posvečen. Kot kaplan je služboval v Postojni in Bertokih, avgusta 1967 pa premeščen v Koper na mesto glavnega in odgovornega urednika lista Ognjišče.
Bole je leta 1965 skupaj s kaplanoma Bojanom Ravbarjem in Silvestrom Čukom v Postojni ustanovil župnijski list za Postojno in Koper Farno ognjišče in prevzel mesto glavnega in odgovornega urednika. Z januarjem 1966 se je list z naslovom Ognjišče pričel tiskati pri ČZP Primorski tisk v Kopru kot vseslovenski mladinski list, ki je postal najbolj razširjeni slovenski mesečnik. Že leta 1968 je začel organizirana romanja bolnikov in invalidov na Brezje. 
Bole je poleg službe odgovornega in glavnega urednika Ognjišča vodil tudi upravo lista ter več desetletij vodil založniško dejavnost, urejal knjige in knjižne zbirke, katere je pričela izdajati novonastala založba Ognjišče. Bil je tudi pobudnik ustanovitve Radia Ognjišče (1994) in televizijske družbe TV3 (1995). Od ustanovitve 1990 je bil prva tri leta direktor Slovenske karitas.
Papež mu je 1985 podelil naziv monsinjor, dobil je tudi red Sv. Cirila in Metoda Slovenske škofovske konference (1993), založniško Schwentnerjevo nagrado (2005), častno Meškovo priznanje za življenjsko delo (2018), Red za zasluge Republike Slovenije, ki mu ga je predsednik Borut Pahor podelil 30. oktobra 2013.